# إميلي فافر
إميلي فافر (بالفرنسية: Émilie Favre)‏ هي متسلقة جبال تزلج ‏ فرنسية، ولدت في 8 ديسمبر 1992.